# Disenochus curtipes
Disenochus curtipes är en skalbaggsart som beskrevs av Sharp 1903. Disenochus curtipes ingår i släktet Disenochus och familjen jordlöpare. Inga underarter finns listade i Catalogue of Life.